# Държавно устройство на Полша
Полша е полупрезидентска република.

## Президент
Президентът се избира от народа на всеки 5 години и е държавен глава на страната.

## Законодателна власт
Законодателните функции се изпълняват от двукамарен парламент, който се състои от 460-членния Сейм (долната камара) и 100-членния Сенат (горната камара). Според Конституцията на Полша, приета през 1997 г., в парламента, с изключение на две гарантирани места за малки етнически партии, могат да участват само политически партии, получили поне 5% от гласовете на избирателите.

## Изпълнителна власт
Изпълнителна власт има Министерски съвет, начело на който стои министър-председател, обикновено представител на мнозинството в долната камара на парламента. Правителството се назначава от президента по предложение на министър-председателя.

## Съдебна власт
Основните съдебни институции са Върховният съд (Sąd Najwyższy) (съдиите се назначават от президента на републиката по предложение на Националния съвет по съдебните въпроси за неопределен период от време) и Конституционният съд (Trybunał Konstytucyjny), чиито съдии се избират с 9-годишен мандат от сейма.